# Ай-Тэгъёган
Ай-Тэгъёган (устар. Ай-Тегъюган, Ай-Тэг-Юган) — река в России, протекает в Ханты-Мансийском автономном округе, впадает слева в протоку Сортынгпосл Малой Оби в 1 км западнее посёлка Теги. Длина реки — 35 км.

## Данные водного реестра
По данным государственного водного реестра России относится к Нижнеобскому бассейновому округу, водохозяйственный участок реки — Обь от впадения реки Северная Сосьва до города Салехард, речной подбассейн реки — бассейны притоков Оби ниже впадения Северной Сосьвы. Речной бассейн реки — (Нижняя) Обь от впадения Иртыша.
По данным геоинформационной системы водохозяйственного районирования территории РФ, подготовленной Федеральным агентством водных ресурсов.